# Gare de Sérézin
Gare de Sérézin – przystanek kolejowy w Sérézin-du-Rhône, w departamencie Rodan, w regionie Owernia-Rodan-Alpy, we Francji.
Jest przystankiem kolejowym Société nationale des chemins de fer français (SNCF), obsługiwanym przez pociągi TER Rhône-Alpes.